# Информатика мишјег генома
Информатика мишјег генома (лат. Mouse Genome Informatics, MGI) је међународна онлајн база података о лабораторијским мишевима са генетичким, геномичким и општим биолошким информацијама.

## Обухваћене базе података
: база података из пројекта мишјег генома

: база података о експресији гена код мишева

: база података о биологији тумора код мишева

: база података о онтологији мишјих гена

: база података о метаболичким путевима код мишева